# 卡尔·弗里德里希 (巴登)
卡尔·弗里德里希（德語：Karl Friedrich，1728年11月22日—1811年6月10日）是巴登統治者。1738年繼位巴登-杜尔拉赫藩侯，1771年繼承絕嗣的巴登-巴登藩侯國成為統一的巴登藩侯。1803年晉升選帝侯，1806年成為第一任巴登大公。

## 家庭与早年生活
卡尔·弗里德里希是巴登-杜尔拉赫藩侯世子腓特烈与拿骚-迪茨的安娜·夏洛特·阿瑪莉埃的长子，1728年11月22日生于巴登-杜尔拉赫藩侯领地的首府卡尔斯鲁厄。卡尔·弗里德里希不到四岁的时候（1732年），他的父亲就去世了。他于是成为了祖父巴登-杜尔拉赫藩侯卡尔三世·威廉的继承人。关于卡尔·弗里德里希祖辈的明细请参见下表：
| 巴登大公卡尔·弗里德里希 | 父亲： 巴登-杜尔拉赫藩侯世子腓特烈     | 祖父： 巴登-杜尔拉赫藩侯卡尔三世·威廉              | 祖父之父： 巴登-杜尔拉赫藩侯弗里德里希七世·马格努斯 |
| 巴登大公卡尔·弗里德里希 | 父亲： 巴登-杜尔拉赫藩侯世子腓特烈     | 祖父： 巴登-杜尔拉赫藩侯卡尔三世·威廉              | 祖父之母： 荷爾斯泰因-戈托普的奧古斯塔·瑪麗亞       |
| 巴登大公卡尔·弗里德里希 | 父亲： 巴登-杜尔拉赫藩侯世子腓特烈     | 祖母： 符腾堡-斯图加特的瑪格達列娜·威廉明妮        | 祖母之父： 符腾堡-斯图加特公爵威廉·路德維希         |
| 巴登大公卡尔·弗里德里希 | 父亲： 巴登-杜尔拉赫藩侯世子腓特烈     | 祖母： 符腾堡-斯图加特的瑪格達列娜·威廉明妮        | 祖母之母： 黑森-达姆施塔特的瑪格達萊娜·西比拉       |
| 巴登大公卡尔·弗里德里希 | 母亲： 拿骚-迪茨的安娜·夏洛特·阿瑪莉埃 | 外祖父： 奥兰治亲王、拿骚-迪茨侯爵约翰·威廉·弗里索 | 外祖父之父： 拿骚-迪茨侯爵亨德里克·卡西米尔二世     |
| 巴登大公卡尔·弗里德里希 | 母亲： 拿骚-迪茨的安娜·夏洛特·阿瑪莉埃 | 外祖父： 奥兰治亲王、拿骚-迪茨侯爵约翰·威廉·弗里索 | 外祖父之母： 安哈尔特-德绍的亨麗埃特·阿瑪莉埃       |
| 巴登大公卡尔·弗里德里希 | 母亲： 拿骚-迪茨的安娜·夏洛特·阿瑪莉埃 | 外祖母： 黑森-卡塞尔的瑪麗·路易絲                  | 外祖母之父： 黑森-卡塞尔伯爵卡爾                    |
| 巴登大公卡尔·弗里德里希 | 母亲： 拿骚-迪茨的安娜·夏洛特·阿瑪莉埃 | 外祖母： 黑森-卡塞尔的瑪麗·路易絲                  | 外祖母之母： 庫爾蘭的瑪麗亞·阿馬利婭                |

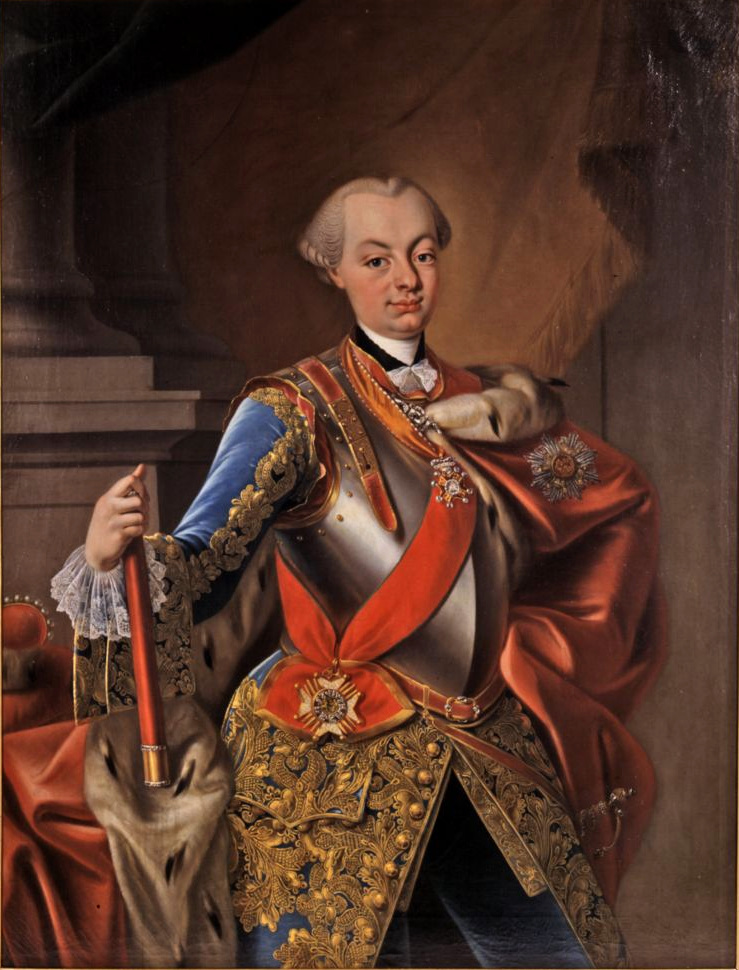
年轻时的卡尔·弗里德里希

1738年5月12日，祖父卡尔三世·威廉去世，年仅九岁的卡尔·弗里德里希成为巴登-杜尔拉赫藩侯。他的堂叔（卡尔三世·威廉的弟弟克里斯托夫的儿子）卡尔·奥古斯特任摄政。1746年，卡尔·弗里德里希年满十八岁，摄政期结束，开始亲政。
1771年，巴登-巴登藩侯奥古斯特·格奥尔格去世，巴登-巴登的策林格家族博恩哈德系（天主教系）绝嗣。卡尔·弗里德里希继承了巴登-巴登，将自1515年分裂的巴登重新合并。
卡尔·弗里德里希可以说是专制君主的榜样。他在国内发展教育、兴办大学、规范司法；发展经济、文化；促进城市化。卡尔·弗里德里希于1767年规定刑讯逼供为非法；1783年废除农奴制。

## 巴登选侯和大公
1803年的《帝国代表重要决议》（Reichsdeputationshauptschluss）使巴登成为选侯国；1806年神聖羅馬帝國解體，巴登加入新成立的莱茵联邦，并于同年7月25日成为巴登第一任大公。新建立的巴登大公国领土大幅增加，康斯坦茨、巴塞尔、斯特拉斯堡、施派尔等主教领地，布賴斯高和奧特瑙都并入巴登大公国。1809年巴登成立内阁制，扩大领土的功臣西吉斯蒙德·卡尔，冯·莱岑施泰因男爵（Sigismund Karl Freiherr von Reitzenstein）成为巴登大公国第一任首相。
卡尔·弗里德里希时代历任巴登首相
- 西吉斯蒙德·卡尔，冯·莱岑施泰因男爵（Sigismund Karl Freiherr von Reitzenstein），任期：1809年—1810年3月
- 康拉德·卡尔·弗里德里希，安德劳-比尔塞克男爵（Conrad Karl Friedrich Freiherr von Andlau-Birseck），临时政府（1810年）
- 克里斯蒂安·海因里希，盖林·冯·阿尔特海姆男爵（Christian Heinrich Freiherr Gayling von Altheim），任期：1810年—1812年

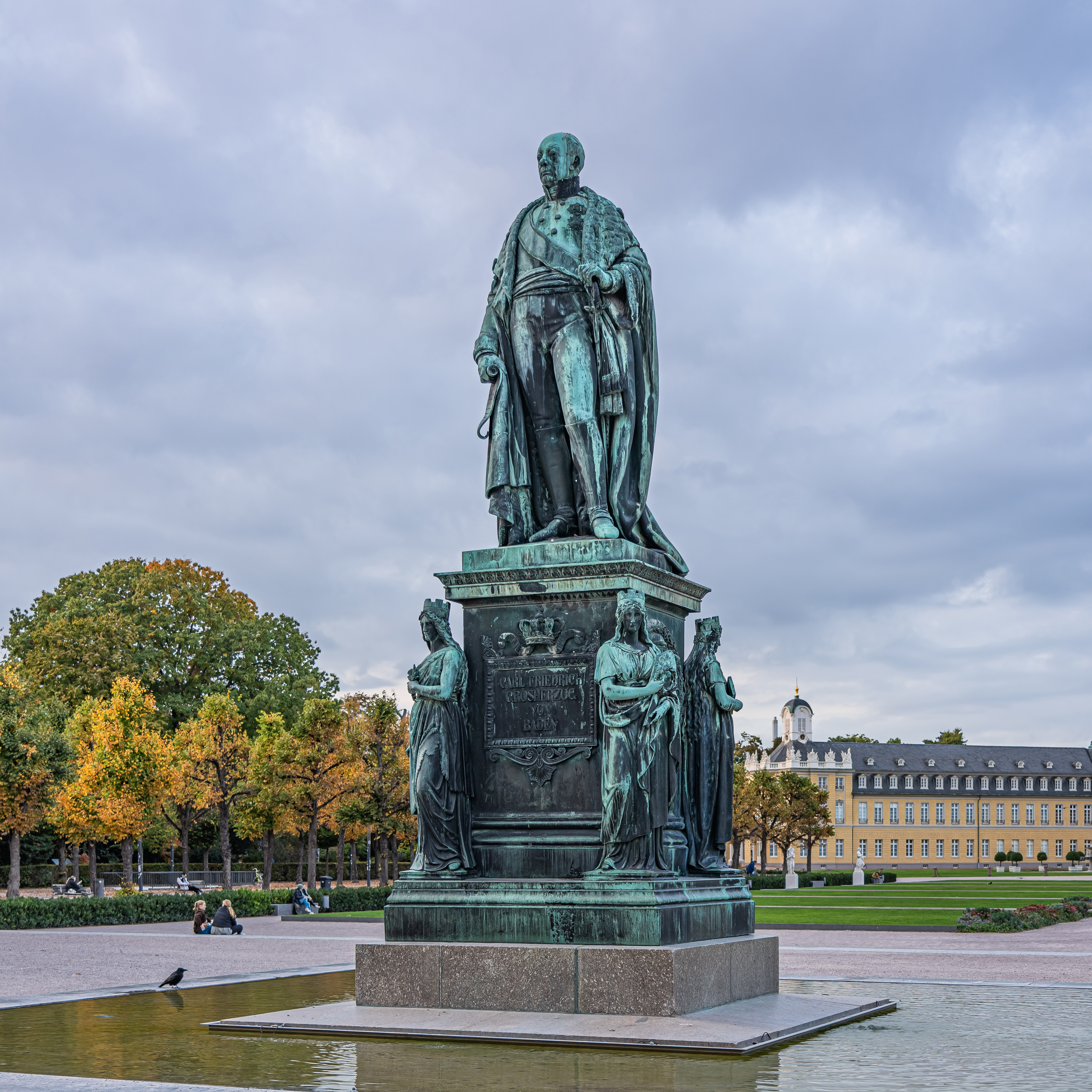
卡尔斯鲁厄宫前的卡尔·弗里德里希铜像

卡尔·弗里德里希于1811年去世，终年82岁。自1738年成为巴登-杜尔拉赫藩侯，到1811年以巴登大公的身份去世，历73年，是德国乃至全欧洲在位时间最长的國君，在位时间甚至超过了法国的路易十四、英国的伊丽莎白二世、泰国的拉玛九世、古埃及的拉美西斯二世、奥匈帝国的弗朗茨·约瑟夫一世、英国的维多利亚女王、中国的乾隆帝、日本的昭和天皇等世界著名君主。

## 婚姻与子女
卡尔·弗里德里希1751年1月28日在达姆施塔特与黑森-达姆施塔特领地伯爵路德维希八世的女儿卡洛琳·路易丝结婚，婚后有三子一女：
- 长子卡尔·路德维希（Karl Ludwig，1755年2月14日—1801年12月16日），巴登藩侯世子，巴登第二任大公卡尔之父。
- 次子弗里德里希（Friedrich，1756年8月29日—1817年5月28日），1791年与拿騷-烏辛根親王腓特烈·奧古斯特的女兒路易丝结婚，无嗣。
- 三子路德维希·威廉·奥古斯特（Ludwig Wilhelm August，1763年2月9日—1830年3月30日），1818年继承侄子卡尔成为巴登第三任大公路德维希一世。
- 长女路易丝·卡洛琳（Luise Karoline），早夭。

卡尔·弗里德里希在1787年与平民路易丝·卡羅琳·格耶尔·冯·格耶尔斯贝格（Luise Karoline Geyer von Geyersberg，1768年—1820年）结婚，路易丝·卡洛琳婚后被封为霍赫贝格女伯爵，由於屬貴賤婚姻，他们的四子一女无权继承王位。但随着策林格家族后继无人，这次婚姻的后代于1817年被卡尔大公给予了与策林格家族嫡系成员完全相同的继承权，以继承即将绝嗣的大公之位。
- 四子卡尔·利奥波德·弗里德里希（Karl Leopold Friedrich，1790年8月29日—1852年4月24日），霍赫贝格伯爵，1819年與瑞典的索菲亞·威廉明娜（異母長兄卡尔·路德维希的外孫女）結婚，1830年成为巴登第四任大公。
- 五子威廉·路德维希·奥古斯特（Wilhelm Ludwig August，1792年—1859年），1830年与符腾堡的伊丽莎白结婚，有四女。
- 六子弗里德里希·亚历山大（Friedrich Alexander），早夭。
- 次女阿玛丽埃·克里斯汀·卡洛琳（Amalie Christine Karoline，1795年—1869年），1818年嫁给菲斯滕贝格亲王卡尔·埃贡二世。
- 七子马克西米利安·弗里德里希·约翰·恩斯特（Maximilian Friedrich Johann Ernst，1796年—1882年）